# Buslijn 19 (Gent)
Buslijn 19 is een buslijn in de Belgische stad Gent. 
Deze lijn verbindt het Arteveldestadion met de Blaarmeersen. Deze buslijn was de enige buslijn in Gent die geen andere nummer kreeg bij de hervormingen van 6 januari 2024 en waarbij de route grotendeels hetzelfde bleef. De lijn is ook de enige stadslijn in Gent die niet in het weekeinde rijdt.

## Geschiedenis
Tot 5 januari 2024 reed lijn 19 alle dagen tussen het Arteveldestadion (destijds Gent Arteveldepark) en de Blaarmeersen. De route liep toen van het Arteveldestadion via Ottergemsesteenweg en Burggravenlaan richting Sint-Pietersstation. Van daaruit werd door de Rijsenbergwijk richting Blaarmeersen gereden.
Vanaf 6 januari 2024 is er gekozen om deze buslijn minder door de wijken te laten rijden en meer op de hoofdassen. Zo wordt er niet meer door de Ottergemsesteenweg gereden, maar wel via het naastgelegen UZ Gent en de Zwijnaardsesteenweg. Ook in de Rijsenbergwijk wordt er enkel nog door Sport- en Rijsenbergstraat gereden. Voorheen werd in die wijk ook de Koningin Fabiolalaan en Gordunakaai bediend.